# Novi Kaplany
Nueva Kaplany  (ucraniano: Нові Каплани) es una localidad del Raión de Bolhrad en el Óblast de Odesa de Ucrania. Según el censo de 2001, tiene una población de 688 habitantes.